# Liste der indischen Botschafter in Nepal
Die indische Botschaft befindet sich an 336, Kapurdhara Marg in Kathmandu.
| Ernannt / Akkreditiert | Leiter der Mission               | Bemerkungen                                                                                       | ernannt von            | während der Regierung von        | Posten verlassen |
| ---------------------- | -------------------------------- | ------------------------------------------------------------------------------------------------- | ---------------------- | -------------------------------- | ---------------- |
| 1947                   | Surjit Singh Majithia            |                                                                                                   | Jawaharlal Nehru       | Padma Shamsher Jang Bahadur Rana | 1949             |
| 1949                   | Chandreshwar Prasad Narain Singh |                                                                                                   | Jawaharlal Nehru       | Mohan Shamsher Jang Bahadur Rana | 1952             |
| Okt. 1952              | Bhalchandra Krishna Gokhale      |                                                                                                   | Jawaharlal Nehru       | Tribhuvan                        | 1954             |
| 1954                   | Bhagwan Sahay                    |                                                                                                   | Jawaharlal Nehru       | Matrika Prasad Koirala           | 1959             |
| 1. Feb. 1960           | Harishwar Dayal                  |                                                                                                   | Jawaharlal Nehru       | Tulsi Giri                       | 19. Mai 1964     |
| 20. Nov. 1964          | Shriman Narayan                  |                                                                                                   | Lal Bahadur Shastri    | Tulsi Giri                       | 17. Dez. 1967    |
| 5. Jan. 1968           | Raj Bahadur                      |                                                                                                   | Indira Gandhi          | Surya Bahadur Thapa              | 22. Jan. 1971    |
| 22. Jan. 1971          | Lallan Prasad Singh              |                                                                                                   | Indira Gandhi          | Kirti Nidhi Bista                | 5. Sep. 1973     |
| 8. Dez. 1973           | Maharaja Krishna Rasgotra        |                                                                                                   | Indira Gandhi          | Nagendra Prasad Rijal            | 17. Okt. 1976    |
| 28. Nov. 1976          | Nedyam Balachandra Menon         |                                                                                                   | Indira Gandhi          | Tulsi Giri                       | 31. März 1979    |
| 30. Juni 1979          | Narendra Kumar Prakash Jain      |                                                                                                   | Chaudhary Charan Singh | Surya Bahadur Thapa              | 28. Juli 1982    |
| 31. Jan. 1983          | Harlan Chandra Sarin             | Secretary des Department of Defence Production. Vorsitzender der Indian Mountaineering Foundation | Indira Gandhi          | Lokendra Bahadur Chand           | 31. Jan. 1986    |
| 24. Feb. 1986          | Aravinda Ramachandra Deo         |                                                                                                   | Rajiv Gandhi           | Nagendra Prasad Rijal            | 31. Dez. 1989    |
| 20. Feb. 1990          | Srinivas Kumar Sinha             | Generalleutnant                                                                                   | Chandra Shekhar        | Lokendra Bahadur Chand           | 2. Jan. 1991     |
| 12. Jan. 1991          | Bimal Prasad                     |                                                                                                   | P. V. Narasimha Rao    | Girija Prasad Koirala            | 31. Jan. 1995    |
| 15. März 1995          | Krishna V. Rajan                 |                                                                                                   | P. V. Narasimha Rao    | Sher Bahadur Deuba               | 13. Juni 2000    |
| 14. Juni 2000          | Deb Mukharji                     |                                                                                                   | Atal Bihari Vajpayee   | Girija Prasad Koirala            | 30. Nov. 2001    |
| 1. Dez. 2001           | Indu Prakash Singh               |                                                                                                   | Atal Bihari Vajpayee   | Sher Bahadur Deuba               | 17. Aug. 2002    |
| 31. Okt. 2002          | Shyam Saran                      |                                                                                                   | Atal Bihari Vajpayee   |                                  | 25. Juli 2004    |
| 6. Okt. 2004           | Shiv Shankar Mukherjee           |                                                                                                   | Manmohan Singh         | Sher Bahadur Deuba               | 23. Apr. 2008    |
| 25. Apr. 2008          | Rakesh Sood                      |                                                                                                   | Manmohan Singh         | Pushpa Kamal Dahal               | 11. Aug. 2011    |
| 2013                   | Jayant Prasad                    |                                                                                                   | Manmohan Singh         | Pushpa Kamal Dahal               |                  |